# Maximiliano de Waldstein
Maximiliano de Waldstein (1598 - 19 de febrero o 9 de septiembre de 1654), fue un noble checo perteneciente a la Familia Waldstein, también conocida como Wallenstein por la línea Lomnitz.
Fue hijo del primer matrimonio de Adán de Waldstein con Isabel de Waldstein, de la línea de Brtnice. Fue conocido por ser considerado el heredero natural de su familiar Alberto de Wallenstein, aunque finalmente solo recibió de las posesiones de éste el Palacio Wallenstein.
Sirvió brevemente en el ejército imperial español con el que lucha en Italia (Guerra de sucesión de Montferrato) y más tarde se enlistó en el Ejército del Sacro Imperio Romano Germánico, donde consiguió el rango de coronel por méritos propios y en 1622 es nombrado chambelán real e imperial. En 1623, coinciendo con el ascenso de su primo Alberto a duque, él es nombrado conde imperial. En 1625 se le nombra maestro de cuadras de Fernando III de Habsburgo y Wittelsbach, entonces archiduque de Austria. Fue admitido en el Colegio de Condes Imperiales de Suabia en 1654, mismo año en que fallecería según las fuentes el 19 de febrero o antiguamente el 9 de septiembre.
Se desposó en tres ocasiones, con Catalina de Harrach, María Polyxena de Talmberg (línea Vlašim) y Maximiliana de Salm-Neuburg.
Fue condecorado a título póstumo con la Orden del Toisón de Oro.